# Tarzan von Manisa
Der Tarzan von Manisa (1899–1963) war der Beiname von Ahmet bin Carlak, einem Sonderling, der 40 Jahre auf dem Spil Dağı bei Manisa lebte. Der „Tarzan Manisas“ (türkisch Manisa Tarzanı) gilt als erster Umweltschützer der Türkei. Den Beinamen erhielt Carlak aufgrund seiner spärlichen Bekleidung. Carlak nannte sich selbst Ahmet Bedevi („Ahmet, der Beduine“).

## Leben
Carlak wurde im Jahr 1899 geboren. Berichten zufolge war entweder Bagdad oder Samarra sein Geburtsort. Carlak nahm in Antep am Türkischen Befreiungskrieg teil und gehörte auch zu jenen Truppen, die Izmir eroberten. Er wurde im Krieg verwundet und erhielt aufgrund seiner Tapferkeit die İstiklâl Madalyası am roten Band. Unmittelbar nach dem Krieg ließ sich Carlak in Manisa nieder. Dort beeindruckten ihn die Folgen eines großen Brandes. Die Wiederaufforstung der Region war von da an sein Lebensinhalt. Bedevi pflanzte und pflegte unzählige Bäume. Ab dem Jahr 1924 nahm er sich den Bart nicht mehr ab. Die Leute nannten ihn aus diesem Grund erst Hacı („Pilger“). Carlak kleidete sich alsbald nur noch in kurzen Hosen. Seinen Oberkörper ließ er unbedeckt. Er lebte 40 Jahre lang allein in einer Hütte, die er „Topkale“ (etwa: Kanonenburg) nannte, und nahm den Namen Ahmet Bedevi an. Möglicherweise war es auch die Bevölkerung Manisas, die ihm den Spitznamen Ahmet Bedevi gab.
Bedevi lernte an den Halk Mektepleri (etwa: Volksschulen) die türkische Lateinschrift und nahm am öffentlichen Leben teil. Er kam regelmäßig in die Stadt, wo er im Lokal Dede Niyazis  bewirtet wurde. Als Gegenleistung brachte Bedevi Wasser vom Berg zum Restaurant. Zeitweilig verrichtete Bedevi Hilfsarbeiten für die Stadtverwaltung. 1933 soll er für den Monatslohn von 30 TL als Hilfsgärtner eingestellt worden sein.
Als 1934 der Film Tarzans Vergeltung in den Kinos Manisas anlief, erhielt Bedevi den Beinamen „Manisa  Tarzanı“, zu Deutsch „Der Tarzan von Manisa“.
Bedevi nahm mit Rauschebart und nacktem Oberkörper an offiziellen Siegesparaden zum Gedenken an den Unabhängigkeitskrieg teil. Die Medaille trug Bedevi dabei auf dem Blatt einer Zierpalme, das er sich um den Hals gebunden hatte.
Bedevi war Bergsteiger. Gemeinsam mit Mitgliedern des örtlichen Bergsteigervereins bestieg er den Ararat, den Cilo Dağı (1957), die Aladağlar und den Demirkazık Dağı (1959).
Im Jahr 1959 war Bedevi gemeinsam mit dem Bergsteigerklub Manisas in Konya und Niğde zu Gast. Sein Erscheinen lockte dort Zehntausende Schaulustige an. Zunächst wollte man Bedevi den Eintritt ins Mevlana-Museum wegen seines nackten Oberkörpers verwehren. Bedevi zeigte hingegen auf die Inschrift Mevlanas über der Tür, die sinngemäß lautete: „Komm zu mir, was auch immer du bist!“, und trat ein.

## Tod
Bedevi starb am 31. Mai 1963 im staatlichen Krankenhaus an einer Herzinsuffizienz. Die Hürriyet berichtete am 1. Juni 1963 unter der Überschrift „Der Tarzan Manisas ist tot“ über sein Ableben. Carlak wurde auf dem Asrî Mezarlık von Manisa beerdigt, obgleich es sein letzter Wunsch gewesen war, in „Topkale“ beerdigt zu werden.

## Trivia
- Die Umweltaktionswoche in Manisa trägt den Namen „Manisa Tarzanı Çevre Günleri Haftası“. Dabei vergibt die Stadtverwaltung „Tarzan-Preise“.
- Die Fans von Manisaspor nennen sich in Anlehnung an Bedevi „Tarzanlar“ (Tarzans).
- Eine Grundschule Manisas heißt „Manisa Tarzanı Ahmet Bedevi İlkokulu“.
- Bedevis Leben wurde 1994 von Orhan Oğuz mit dem Titel  „Manisa Tarzanı“ verfilmt. Der Film gilt als der erste Umweltschutzfilm der Türkei.
- Ein Boulevard in Manisa heißt „Tarzan Bulvarı“.
- Im Fatih Parkı in Manisa steht ein Denkmal, das Bedevi in Lebensgröße zeigt, das „Tarzan Heykeli“.
- Ein Crosslauf-Event in Manisa hieß 2015  „Manisa Tarzanı“.
- Angeblich zeigte Bedevi täglich um 12.00 Uhr die Zeit per Kanonenschuss an.
- Bedevi soll sehr viele Liebesbriefe erhalten haben, die nach seinem Tod verloren gingen.[5]